# Мустафина, Жанар Габиденовна
Жанар Габиденовна Мустафина (каз. Жанар Ғабиденқызы Мұстафина; 26 июля 1936, Новосибирск, РСФСР, СССР — 28 декабря 2021) — советская и казахская учёный-офтальмолог, общественный деятель. Заслуженный врач Казахской ССР (1990). кандидат медицинских наук (1968), профессор (1993).

## Биография
Родилась 26 июля 1936 года в Новосибирске. Происходит из подрода Мурат рода Куандык племени Аргын. Отец — Габиден Мустафин писатель, профессор, академик, Лауреат Государственной премии Казахской ССР.
В 1960 году окончила Алматинский государственный медицинский институт по специальности Врач-офтальмолог.
С 1960 по 2003 годы работала в Казахском научно-исследовательском институте глазных болезней.
С 1987 по 2001 годы — директор Казахского научно-исследовательского института глазных болезней.
С 2003 года — проректор по воспитательной работе, советник ректора, профессор Казахского национального медицинского университета им. Асфендиярова.
Скончалась 28 декабря 2021 года.

## Научные, литературные труды
Основная научно-исследовательская работа ученого - патология органов зрения (глаукома, патология сосудов, генетические аспекты миопии и др.)б.) для выявления, лечения и оздоровления имеющихся заболеваний.
Автор более 300 научных статей, в том числе шести монографий, методических рекомендаций, учебных пособий, словарей, более 50 изобретений и патентов РК и РФ.
Под руководством Ж. Г. Мустафиной защищены 20 кандидатских и докторских диссертаций.

## Награды и звания
- Нагрудный знак «Отличник здравоохранения СССР»
- Награждена Почётной грамотой Верховного Совета Казахской ССР (Дважды 1966,1983)
- Заслуженный врач Казахской ССР (1990)
- Орден «Знак Почёта» (1976)
- Медаль «За трудовое отличие» (СССР)
- Медаль «Ветеран труда» (СССР)
- Орден Парасат, за особые заслуги в казахской медицине и общественную активность (1998).